# Ceglid
Ceglid (mađ. Cegléd, njem. Zieglet), grad u Mađarskoj od 38.220 stanovnika. Grad je jedan od najvažnijih u Peštanskoj županiji.

## Zemljopisne karakteristike
Grad Ceglid se nalazi u središnjem dijelu Mađarske. Od Budimpešte je udaljen oko 70 km jugoistočno, i nalazi se u sjevernom dijelu Panonske nizine.

## Povijest
Ceglid je prvi put dokumentiran oko 1290. kao kraljevski feud.
Kralj Ludovik I - 1364. proglasio je mjesto slobodnim trgovištem. 1368. godine, poklonio je ga klarisama za uzdržavanje.
Ceglid je između 1541. – 1686. bio pod osmanskom okupacijom, - tad je do temelja razoren.

## Gradovi prijatelji
- Rumunjska, Miercurea Ciuc
- Rumunjska, Gheorgheni
- Rumunjska, Sfântu Gheorghe
- Rumunjska, Vlăhița
- Rumunjska, Odorheiu Secuiesc
- Njemačka, Mühldorf
- Njemačka, Plauen
- Mađarska, Varuoš, Vašvar (mađ. Vasvár)

## Galerija
- Crkve
- Zračni snimak
- Kalvinistička crkva

## Vanjske poveznice
- Službena stranica